# Pedro de Cordoba

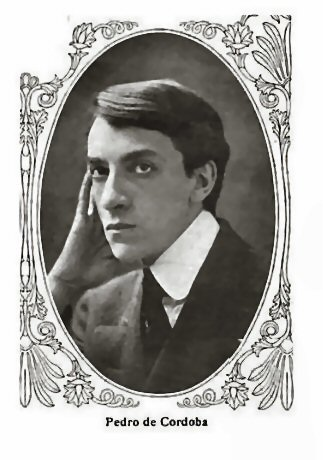
Pedro de Cordoba im Magazin The New Theatre (1909)

Pedro de Cordoba (* 28. September 1881 in New York City, New York; † 16. September 1950 in Sunland, Kalifornien) war ein US-amerikanischer Film- und Bühnenschauspieler.

## Leben
De Cordoba, Sohn einer Französin und eines Kubaners, begann seine Karriere am Theater. Er feierte 1902 sein Broadwaydebüt in einer Produktion von Hamlet. Es folgten Auftritte unter anderem in Shakespeare-Produktionen von Der Widerspenstigen Zähmung, Was ihr wollt, Das Wintermärchen und Othello. Ab 1915 drehte er Stummfilme und war in drei Cecil B. DeMille-Produktionen zu sehen, unter anderem einer Adaption von Carmen. Bis 1925 drehte er insgesamt 25 Stummfilme, kehrte jedoch stets zum Broadway zurück.
Erst mit dem Aufkommen des Tonfilms verschrieb er sich voll seiner Filmkarriere und kehrte dem Broadway 1935 den Rücken. Noch im selben Jahr spielte er neben Errol Flynn, Olivia de Havilland und Basil Rathbone im Piratenfilm Unter Piratenflagge und war damit einer der wenigen Stummfilmschauspieler, die ohne Schwierigkeiten in den Tonfilm wechseln konnten. Zumeist war er auf Rollen als Spanier oder Mexikaner festgelegt; darum waren ihm selten große Filmrollen vergönnt, er war aber bis in sein Todesjahr als Charakterdarsteller gefragt. Unter anderem stand er neben Marlene Dietrich, Frederic March, Bette Davis und Tyrone Power vor der Kamera. 1942 spielte er eine Nebenrolle in Alfred Hitchcocks Saboteure. Ab Mitte der 1940er Jahre wurden seine Rollen kleiner. Er arbeitete bis kurz vor seinem Tod weiter vor der Kamera, sein letzter Film wurde posthum veröffentlicht.

## Filmografie (Auswahl)
- 1915: Jeanne of the Woods
- 1915: The Little White Violet
- 1923: Frauenfeinde (Enemies of Women)
- 1935: Unter Piratenflagge (Captain Blood)
- 1935: Kreuzritter – Richard Löwenherz (The Crusades)
- 1936: Zwischen Haß und Liebe (His Brother’s Wife)
- 1936: Der Garten Allahs (The Garden of Allah)
- 1936: Ein rastloses Leben (Anthony Adverse)
- 1936: Die Teufelspuppe (The Devil Doll)
- 1938: Dramatic School
- 1938: Storm Over Bengal
- 1939: Die Teufelsinsel (Devil's Island)
- 1939: Juarez
- 1939: Rache für Alamo ( Man of Conquest)
- 1939: The Light That Failed
- 1940: Der Herr der sieben Meere (The Sea Hawk)
- 1940: Im Zeichen des Zorro (The Mark of Zorro)
- 1940: Meine Lieblingsfrau (My Favorite Wife)
- 1941: Aloma, die Tochter der Südsee (Aloma of the South Seas)
- 1941: König der Toreros (Blood and Sand)
- 1941: Blutrache (The Corsican Brothers)
- 1942: Abenteuer in der Südsee (Son of Fury: The Story of Benjamin Blake)
- 1942: Saboteure (Saboteur)
- 1943: Wem die Stunde schlägt (For Whom the Bell Tolls)
- 1944: Kismet
- 1944: Auf Ehrenwort (Uncertain Glory)
- 1945: Das Bildnis des Dorian Gray (The Picture of Dorian Gray)
- 1945: Ein Mann der Tat (San Antonio)
- 1946: Ein eleganter Gauner (A Scandal in Paris)
- 1946: Die Bestie mit den fünf Fingern (The Beast with five Fingers)
- 1946: In Ketten um Kap Horn (Two Years Before the Mast)
- 1947: Der Rächer von Monterey (Robin Hood of Monterey)
- 1947: Karneval in Costa Rica (Carnival in Costa Rica)
- 1948: Im Lande der Kakteen (Mexican Hayride)
- 1949: Samson und Delilah (Samson and Delilah)
- 1950: Gnadenlos gehetzt (The Lawless)
- 1950: Hexenkessel (Crisis)
- 1950: Im Lande der Comanchen (Comanche Territory)
- 1951: Als die Rothäute ritten (When the Redskins Rode)
- 1951: Apachenschlacht am schwarzen Berge (Oh! Susanna)

## Broadway (Auswahl)
- 1902: Hamlet
- 1905: The Taming of the Shrew
- 1910: The Winter’s Tale
- 1910: Twelfth Night
- 1914: Othello
- 1914: As You Like It
- 1918: The Merchant of Venice
- 1918: Everyman
- 1927: Julius Caesar
- 1932: Lucrece
- 1933: Uncle Tom’s Cabin